# 提督之決斷系列
提督之決斷是日本光榮公司制作的一個關於第二次世界大戰（主要是太平洋戰爭）海戰的战略模拟类遊戲系列。光榮公司從1989年推出第一代至今，已推出了四代產品。

## 概要
至今提督之決斷系列的最新產品為「提督之決斷IV」。
- 提督之決斷－1989年發售
- 提督之決斷II－1993年發售
- 提督之決斷III－1994年發售
- 提督之決斷IV－2001年發售

第一至第三代的遊戲以太平洋為遊戲的舞台，玩家可選擇以大日本帝國海軍聯合艦隊司令長官或美利坚合众國海軍太平洋艦隊總司令的身分進行遊戲。第四代的遊戲則以全世界為舞台，而可選擇的國家則在日美兩國以外再加入大不列颠及北爱尔兰联合王国皇家海軍和納粹德國海軍的總司令的身分來進行遊戲。此外，還放棄沿用回合制戰鬥系統，引入鋼鐵之咆哮系列的實時戰鬥系統，要求玩家能即時多變的戰爭狀況中隨機應變。（但在國政方面還是採取回合制）
與光榮其他系列的遊戲比較，此系列的遊戲的特徵是指揮官（即遊戲中的提督）在遊戲中所佔的比重不高。對於第四代的革新，不少玩家感到不滿，並要求光榮改進及推出下一個作品，但至今光榮還是沒有回應。

## 抗議問題
由於遊戲涉及第二次世界大戰的歷史，故光榮推出這個遊戲系列立即受到韓國、中國及日本一些團體的抗議，指遊戲美化日本對亞洲各國的侵略。也因為這些抗議，光榮公司作出了應對，把遊戲的主題放在海軍上，而較具爭議的陸軍則完全沒有登場，以避免爭端。
中国大陆官方媒体《人民日报》声称光荣中国的一些员工为此而辞职，但另有传言称，该事件起因实则为双方发生劳务纠纷，调节未果后雇员方以军国主义内容为由将之诉诸报端，《游戏批评》中记录“仅仅是为了加薪”。
第二及第三代的遊戲增加了很多元素，並讓阿道夫·希特拉和貝尼托·墨索里尼在遊戲中登場。第四代遊戲則排除了所有政治因素，除了歷史上的海軍主要將領外，其他與二戰有關的人物都沒有登場。這讓不同的玩家對第一至三代及第四代有著不同的評價。
日本游戏评论社团《鬼谷会》曾批评该系列是“毫无对50年前的战争反省”的作品。